# Theodo I.
Theodo I. (* vor 630; † 680) war etwa in den Jahren von 640 bis 680 Herzog der Bajuwaren in Baiern. Mitunter wird er auch Theodo IV. genannt, um die eher legendären Herzöge Theodo I. bis III. – alle vor dem Jahr 570 – mitzurechnen.

## Leben
Herzog Theodo I. stammt aus der Dynastie der Agilolfinger. Er regierte in Regensburg, der Hauptstadt der provincia baiuvariorum.
Theodo I. regierte als Herzog von Baiern, ohne dass seine genaue genealogische Einordnung in den Stammbaum der Agilolfinger wirklich gesichert wäre, zumal die Quellenlage für Baiern im 7. Jahrhundert so schwach ist, dass sich gesicherte Aussagen schwer treffen lassen. Die Angaben in diesem Artikel beruhen daher weitgehend auf indirekten Schlüssen.
Mit seiner Gattin Gleisnod, Tochter von Herzog Gisulf II. von Friaul, hatte Theodo zwei Kinder: den Sohn und Nachfolger im Herzogsamt, Lantpert, sowie die Tochter Uta. An seinem Hof in Regensburg ließ sich Bischof Emmeram nieder.
Mit den Angelegenheiten des Frankenreiches in dieser Zeit scheint er nicht viel zu tun gehabt zu haben, da er von dieser Seite aus praktisch nicht erwähnt wird. Sein direkter Nachfolger wurde sein Sohn Landfried/Lantpert, der Mörder des heiligen Emmeram. Nach Lantperts offenbar kurzer Regierungszeit folgte Theodo II.